# 베르베르력
Ttettesen iyaren, ttlalan-d
Iseggasen ttlalan-d ttmettan
U yettdimi day Rebbi
달들은 물러나고 다시 태어나며
해는 태어나고 죽으며
오직 신은 영원하다— 우아르글라의 옛말

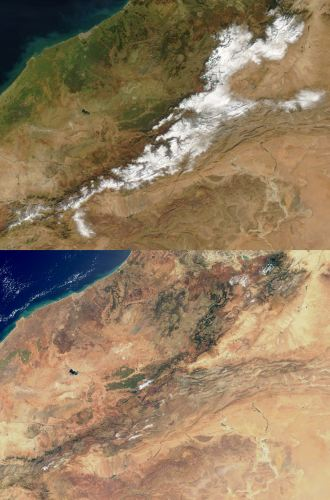
북아프리카의 계절: 1월과 4월의 아틀라스 산맥

베르베르력은 북아프리카에 사용되는 전통적인 농업용 달력이다. 이 달력은 아랍어로 펠라히(아랍어: ﻓﻼﺣﻲ, fellāḥī, 소박한 것)와 아자미(아랍어: ﻋﺠﻤﻲ, ʿajamī, 비아랍적인 것)로 부른다. 베르베르력은 계절에 따른 농사 일을 규제하기 위해 사용되어서, 종교 행사에 쓰되 계절과 관계없는 태음력인 이슬람력은 농업에 용도에 적합하지 않아서 베르베르력으로 대체하였다.
베르베르력은 고대 율리우스력의 후손으로 (달의 이름은 라틴어 이름에서 파생) 과거 로마제국 시대의 마우레타니아 지역에서 시작되었다. 율리우스력은 그레고리력이 소개되기 전에 유럽에서 오랫동안 뿌리내린 달력으로 지금도 동방정교회에 쓴다.
과거에 베르베르인들 고유의 달력을 사용하였다. 그 예로 카나리아 제도의 관체인들은 고대에 전통 달력을 사용하였지만 현재는 사용하지 않아 그 정보가 많지 않다.